# K. R. H. Sonderborg

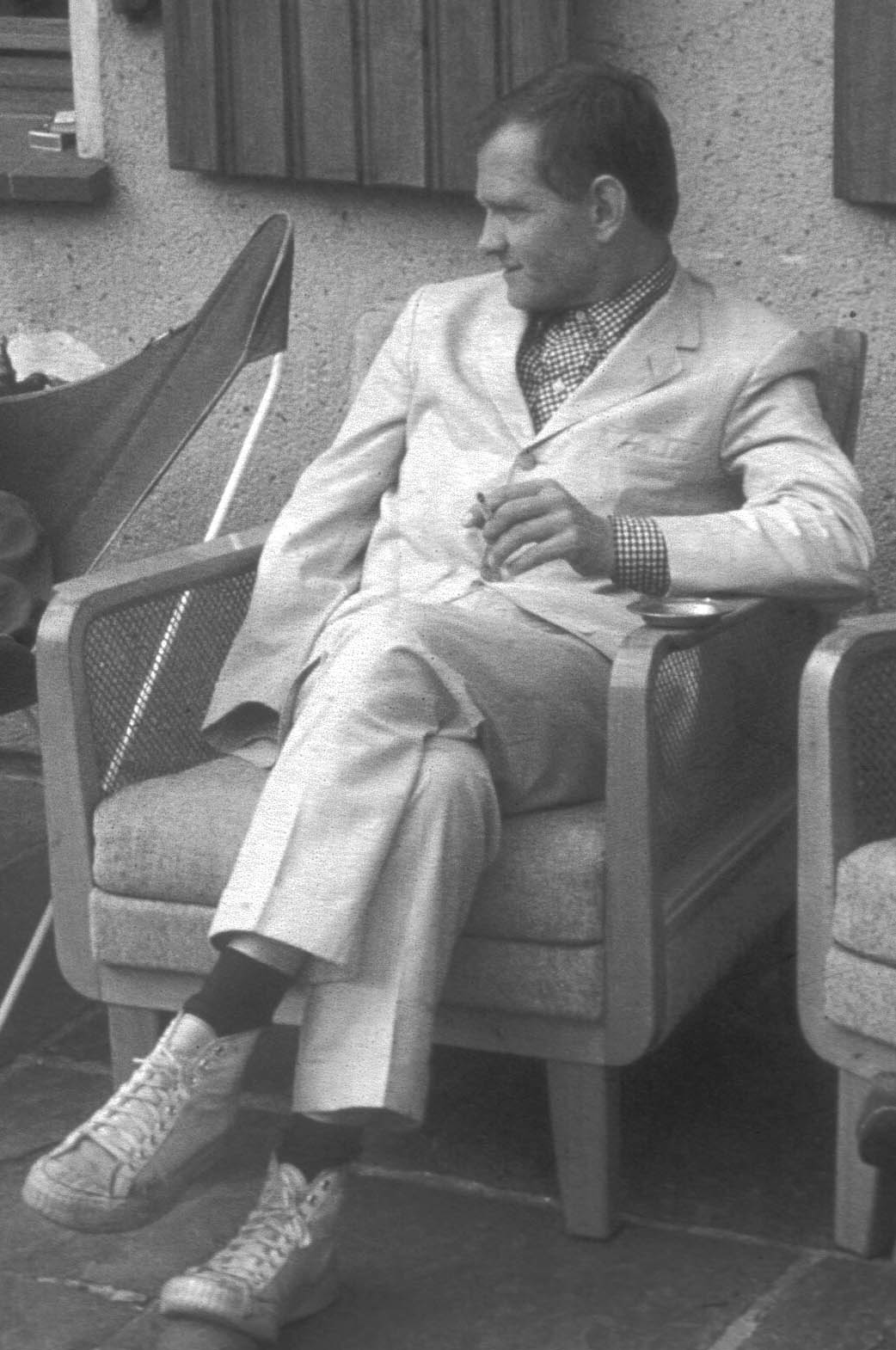
Sonderborg 1962 in Hannover

K. R. H. Sonderborg (* 5. April 1923 in Sønderborg (Dänemark) als Kurt Rudolf Hoffmann; † 18. Februar 2008 in Hamburg) war einer der wichtigsten Maler der Kunstrichtung Informel. Er nahm seinen Künstlernamen in Anlehnung an seinen Geburtsort an.

## Biografisches

### Kindheit, Jugendzeit während des Nationalsozialismus
Kurt Rudolf Hoffmann wurde im dänischen Sønderborg/Als geboren, er kam ohne rechte Hand zur Welt. In Hamburg aufgewachsen, kam er im Alter von 18 Jahren vom 14. November 1941 bis zum 16. März 1942 in Gestapo-Haft in das Konzentrationslager Fuhlsbüttel.
Der Haftgrund lautete: Anglophilie, staatsabträgliches Verhalten mit dem Ziel, Unruhe unter der Bevölkerung zu stiften. „Zwei Dinge“, so erinnert sich der langjährige und gleichaltrige Freund Sonderborgs, der Maler und Kunstpublizist Hans Platschek, „hatten Jugendliche wie Kurt Rudolf Hoffmann zu diesem damals staatsfeindlichen Verhalten gebracht. Einmal waren ihnen die Aufmärsche, der Gleichschritt, der Hitlerjunge Quex, die zackige Redeweise der Wochenschausprecher ebenso zuwider wie überhaupt Uniformen und die Wehr- oder die Arbeitspflicht. Zum anderen übte der Jazz, zumal die Hot-Musik, einen derart nachhaltigen Einfluss aus, daß die Sicherheitsbehörden von einem ‚Bild sittlich-charakterlicher Verwahrlosung‘ sprachen. Die Jugendlichen nannten sich Swings oder auch Swing-Boys […]. Man begrüßte sich mit ‚Swing-Heil‘; das ideale Leben war das ‚Lotterleben‘, aus dem sich das Verbum ‚lottern‘ ableitete […]. Er schien für dieses Leben schon deshalb prädestiniert, weil sein Vater, Kurt Hoffmann, Jazzmusiker war, Posaunist, unter anderem im Orchester Heinz Wehner.“
Kurz vor der Entlassung Sonderborgs, der damals noch Hoffmann hieß, schrieb Heinrich Himmler an Reinhard Heydrich: „Anliegend übersende ich Ihnen einen Bericht, den mir Reichsjugendführer Axmann über die ‚Swingjugend‘ in Hamburg zugesandt hat. Ich weiß, daß die Geheime Staatspolizei schon einmal eingegriffen hat. Meines Erachtens muß aber das ganze Übel radikal ausgerottet werden. […] Der Aufenthalt im Konzentrationslager muß länger, 2-3 Jahre sein. Es muß so klar sein, daß sie nie wieder studieren dürfen.“
Zwar beschreiben diese Sätze einmal die Stimmung unter einem Teil der jungen Menschen dieser Zeit, wie sie zum anderen den Terror des nationalsozialistischen Regimes dokumentieren. Zitiert sind sie hier in erster Linie deshalb, weil ihr Inhalt Ausgangspunkt für ein Leben wurde, das bis heute unter dem Synonym „Swing“ firmiert, zu dem allerdings ein vom Anarchischen bestimmtes politisches Bewusstsein hinzukommen sollte, sowie ein ausgeprägter Gerechtigkeitssinn.

### Ausbildung
Da Kurt Rudolf Hoffmann nur einen Arm hatte, wurde er nicht zum Reichsarbeitsdienst oder zur Wehrmacht eingezogen. Zunächst absolvierte er eine kaufmännische Ausbildung, nach deren Ende er als Einkaufsassistent einer Hamburger Exportfirma in die Sowjetunion ging. Nach der Rückkehr ergaben sich intensivere Kontakte zur Kunst, zuerst über den auch malenden Vater. Primär wurde er vermutlich von dem in der Nachbarschaft lebenden Maler Ewald Becker-Carus beeinflusst, bei dem er Privatunterricht nahm. Dann folgte das Studium an der Landeskunstschule Hamburg, das der Malerei und Grafik bei Willem Grimm und das des Textilentwurfs bei Maria May. Bereits während des Studiums, das ihn wegen seiner akademischen Ausrichtung bald „langweilte“, begann Sonderborg, meist in der Natur und bestärkt vom Vater, seinen Vorstellungen von Kunst gemäß zu arbeiten.
Bestimmt wurde das Hamburger Kunstklima damals primär von einem gegenständlichen Expressionismus, dessen „Väter“ Emil Nolde und Edvard Munch waren. Neben deren Anhängern hatte sich eine kleine Gruppe gebildet, die einer freieren Abstraktion huldigte und die ihren Ursprung in Rudolf Steiners theosophischem Denken hatte. Außerdem kam Sonderborg in Hamburg erstmals mit einem Umfeld in Kontakt, das ihn bis zuletzt faszinierte und ihm Sujets bot: zunächst einmal der große Strom Elbe und der Hamburger Hafen mit seinen Pontons, Schiffen und Kränen sowie die Gleise der Güterbahnhöfe, zu denen später die Metropolen und ihre Flughäfen kamen.

### Anfänge des Schaffens
1949 stand die erste (Gruppen-)Ausstellung im Hamburger Kunstverein an, der sich, nach jener im Hamburger Völkerkundemuseum 1950, dann 1951 eine weitere anschloss. In diesem Jahr nahm er auch den Namen seiner Geburtsstadt an. In der Folge ging er ähnliche Wege wie die Künstler des „Informel“, beispielsweise Karl Fred Dahmen, K. O. Götz, Gerhard Hoehme, Bernard Schultze, Emil Schumacher, Fred Thieler und Hann Trier. 1982 stellte er aber selbst die Frage, ob er überhaupt ein „informeller“ Künstler sei, also jemand, der ausnahmslos nach dem Prinzip des Formlosen arbeite, das in seiner Entstehungszeit, ab Mitte der 1940er Jahre, gegen die geometrische Abstraktion gerichtet war.
Nach diesem Kriterium allein, so Werner Schmalenbach, könne „die Kunst eines so ausgezeichneten Künstlers wie Sonderborg nicht etikettiert werden. […] Daß sie dem Tempo huldigt, ist offenbar. Aber das betrifft schließlich nicht den geistigen Inhalt der Bilder, sondern nur den Stil, in dem sich die geistige Beunruhigung hier äußert“.
Sonderborg fand in den 1950er/1960er Jahren, als Bewegung und Geschwindigkeit entscheidenden Einfluss auf die avantgardistischen Künste hatte, die Inspiration für seine Arbeit eher auf der Straße als im Museum oder in der Kunstgeschichte, in der er ohnehin keine Vorbilder sah. Sonderborg war Teilnehmer der documenta II (1959) und der documenta III im Jahr 1964 in Kassel. Bereits 1955 in der von René Drouin im Cercle Volney organisierten Ausstellung „Peintures et sculptures non figuratives en Allemagne d’aujourd’hui“ vertreten, figurierte er 1960, ebenso in Paris, in der monumentalen Schau „Antagonismes“.

### ZEN 49 und Action Painting
Willi Baumeister, Rolf Cavael, Gerhard Fietz, Rupprecht Geiger, Willy Hempel, Brigitte Meier-Denninghoff und Fritz Winter gründeten 1949 die Gruppe ZEN 49, der sich Sonderborg (nach Auffassung Baumeisters) 1953 anschloss. Niederschläge dieser eher kontemplativen und spirituellen Richtung finden sich in Sonderborgs Arbeit zum Beispiel in seiner meditativ anmutenden Zeichnung, 5. August 1953. Andererseits wurde er aber auch von einer Außenwelt vorangetrieben, die dem Dynamismus der Aufbruchszeit 50er Jahre huldigte und sich in entsprechenden Charakterisierungen wie „Überschall, 25. September 1953“ äußerte. Es gab in allen seinen Schaffensphasen parallel zueinander stillere, nach innen gerichtete, und „vorwärts“ signalisierende Zeichnungen und Bilder.
Sonderborg wechselte oft seinen Lebensmittelpunkt, was Kritiker zu der Vermutung brachte, dass er nicht nur in seiner Kunst, sondern auch in seinem Leben die Bewegung benötigte. In Paris, dem Mekka der Künstler in den 1950er/1960er Jahren, unterhielt er lange eine Wohnung. Auch in Chicago oder Berlin hielt er sich immer wieder auf. Auch in fortgeschrittenem Alter war er noch ein Swingboy, der gerne gut aß, tagelang um „die Häuser zog“ und ausgiebig die lokalen Jazz-Clubs frequentierte.
Nach Detlef Bluemler dauerte dieser Zustand des Verharrens und Abwartens oft Tage, bis der Mal-Akt selbst begann. Mit Vorliebe nutzte er Hotelzimmer oder einen sonstigen Raum, in dem er sich ausbreiten konnte, als Atelier. Auf dem Fußboden ordnete er Leinwände, Zeichenkartons, Farben, Pinsel, Spachtel, Scheibenwischer, Kratzer, Messer und andere Utensilien griffbereit an. Im Malprozeß selbst erreichte er „ein Höchstmaß an Wachheit und Konzentration“, das ihn jedoch „nicht an einer gleichzeitig bestehenden, kontemplativen Ruhe und Übersicht hindert[e]“.
Oft dauerte es Stunden, bis er alles vorbereitet hatte. Häufig korrigierte er die Anordnung der Hilfsmittel, um sich später einen exakten Bewegungsablauf garantieren zu können. Im Verlauf dieser Tätigkeiten wuchs seine innere Anspannung und entlud sich dann mit einem Mal, so dass er plötzlich mit großer Energie und Geschwindigkeit loslegte, ähnlich wie dies die Anhänger des Action Painting tun. Dabei machte er sich die schnelle Trocknung von Eitempera oder Acrylfarbe zunutze. Hielt er die Arbeit für abgeschlossen, gab er ihr einen Titel. Seit den 1960er Jahren bestehen diese Titel bei Sonderborg lediglich aus Datierungen, etwa in der Form 3. Mai 1963, 21.02-21.21 h. Nach eigener Aussage lehnte er jede interpretatorische Angabe zu seinen Arbeiten ab und wollte lediglich darauf hinweisen, wann, wo und zu welcher Zeit sie entstanden waren.
Da Sonderborg lange Zeit kein festes Atelier hatte, sondern vorwiegend in Hotelzimmern arbeitete, bezeichnete man ihn auch als Maler ohne Atelier.
Fasziniert war er von der Dynamik der Mahlströme wie der Moskenstraumen zwischen den Inseln der Lofoten, den er mehrmals bereiste. In seinen Bildern finde man immer wieder diese kreisenden, dynamischen Wirbel.
1965 bis 1990 war Sonderborg Professor für Malerei an der Staatlichen Akademie der Bildenden Künste Stuttgart mit Unterbrechungen (Beurlaubungen) von 1969 bis 1973 als Gastprofessor am Minneapolis College of Art and Design und 1986 Gastprofessor am Art Institute of Chicago. Die Arbeit von 27 seiner Studierenden resümierte 1979 die Stuttgarter Ausstellung „Sonderborg Klasse“. Während des Rektorats von Wolfgang Kermer war er auf dessen Vorschlag ab 1980 vier Jahre Prorektor der Stuttgarter Akademie. Ab 1994 lebte er unter anderem in Hamburg, wo er 2008 verstarb.

Aus seiner zweiten Ehe stammen zwei Söhne.

## Werk
„Sonderborg, Jahrgang 1923, tauchte vor knapp zehn Jahren in der Öffentlichkeit auf und wurde sofort beachtet, obwohl das, was er machte, alles andere als eingängig war. Es war weder tachistisch noch sonstwie einzuordnen, es war, zumindest von 1953 an, ganz singulär, prägte sich ein und war unverkennbar Sonderborg.“
Diese Charakterisierung von Will Grohmann stammt aus dem Jahr 1961 und erhebt laut Detlef Bluemler in dessen Aufsatz mit dem Titel „Form im Zustand der Bewegung“ aus dem Kritischen Lexikon der Gegenwartskunst – der auch Grundlage des hiesigen Textes ist und aus dem die nachfolgenden Zitate stammen – auch heute noch Anspruch auf Gültigkeit. Der Künstler habe sich trotz seiner kunsthistorischen Zuordnung zum „Informel“ einen eigenen Stil bewahrt, der oft aus dieser „Bedeutsamkeit des Formlosen“ heraustritt. Sonderborgs Vita und Kunst entspreche gleichermaßen dem Diktum von Bazon Brock, nach dem der Künstler jederzeit hinter seiner Arbeit sichtbar sein müsse.
Exemplarisch dafür, wie ungern Sonderborg seine Arbeit in kunsthistorische Kategorien eingeordnet sah und wie wenig er sich selbst festlegen wollte, ist seine – auch später immer wieder getane – Äußerung gegenüber dem in den 50er/60er Jahren mit führenden Münchener Galeristen Otto Stangl: „Ich kann nur soviel zu meinen Bildern sagen, daß ich weiß, daß ich sie gemacht habe, wo ich sie gemacht habe und wann ich sie gemacht habe.“
So ist seine Arbeit zwar grundsätzlich expressiv und nicht-figurativ, ohne offensichtlichen Zeitbezug einzuordnen. Doch in seinen Werken gibt es immer wieder Bilder, die eindeutig aktuellen Bezug nehmen und „realistisch“ scheinen. Zum Beispiel seine Darstellung eines Maschinengewehrs. Es entstand in der Zeit der RAF (Rote Armee Fraktion), die in den 1970er Jahren die gesamte bundesdeutsche Bevölkerung in Atem hielt. Einige kunsthistorische Auslegungen gehen dabei von der schnellen Umsetzung eines optischen Eindrucks aus, jedoch bezieht sich Detlef Bluemler auf Sonderborgs Äußerung von einem Pamphlet gegen die „Perversität“ sogenannter „Friedenswerkzeuge“.
Gelegentlich wirken Sonderborgs Arbeiten fast gegenständlich, insbesondere wenn er sich der Technik der Federzeichnung bediente. Dabei musste er schon technisch bedingt bedächtiger zu Werke gehen und konnte auch nicht fortwährend ab- und wieder neu ansetzen. Dennoch zeigt sich auch hier durch Abschaben oder Abkleben von Linien ein ungewöhnlicher Duktus.

## Rezeption
Die kunsthistorische Position des Informel und insbesondere die von K. R. H. Sonderborg wird uneinheitlich rezipiert. Wie Götz, Hoehme, Schultze, Thieler und Trier war auch er in der Londoner Ausstellung „Deutsche Kunst im 20. Jahrhundert“ der Royal Academy nicht vertreten. Dies mag erstaunen, betraf es doch jene Künstler, die nach dem 12-jährigen Nazi-Terror eigentlich die wiedereroberte künstlerische Freiheit symbolisierten. Die Stuttgarter Staatsgalerie, die die Ausstellung aus London übernahm, gewährte Sonderborg 1987 eine große Einzelschau, der die Stadt in ihrer Galerie, verbunden mit dem Molfenter-Preis, 1988 eine weitere folgen ließ.
Zu den Sammlern von Sonderborgs Werken gehört Björn Engholm, der auch mit dem Künstler befreundet war. Wolfgang Kermer hat die ihm im Verlaufe einer jahrzehntelangen einvernehmlichen Kollegenschaft zugeeigneten Werke der Städtischen Galerie Neunkirchen geschenkt.

## Auszeichnungen
- 1955: Stipendium des Lichtwark-Preises der Stadt Hamburg
- 1955: Karl Ernst Osthaus-Preis der Stadt Hagen
- 1960: Preis der 2. Internationalen Biennale der Druckgrafik von Tokyo (Prize of the Governor of Tokyo)
- 1963: Großer Internationaler Preis für Zeichnung der 7. Biennale von São Paulo
- 1968: Preis der Biennale von Menton
- 1984: Mitglied der Freien Akademie der Künste in Hamburg
- 1984: Akademie der Künste Berlin
- 1984: Chevalier de l’Ordre des Arts et des Lettres, Paris
- 1987: Hans-Molfenter-Preis der Landeshauptstadt Stuttgart
- 1989: Hans-Thoma-Preis
- 1989: Staatspreis des Landes Baden-Württemberg

## Ausstellungen

### Ausstellungen zu Lebzeiten (Auswahl)
K. R. H. Sonderborg war zu Lebzeiten, ähnlich Willi Baumeister, einer der am meisten international ausgestellten zeitgenössischen deutschen Künstler.
- 1956: Hannover und Stockholm
- 1957: Köln, Berlin, Paris und München
- 1958: Venedig (Biennale)
- 1959: Essen
- 1960: Paris und Venedig (Biennale)
- 1961: New York, First One Man Show in U.S.A.
- 1963: São Paulo
- 1978: Aalborg, Nordjyllands Kunstmuseum[7]
- 1985: Galerie Georg Nothelfer, Berlin
- 1993: Baden-Baden
- 2001: Galerie Georg Nothelfer, Berlin

### Ausstellungen nach seinem Tode (Auswahl)
- 2012: Fürstenfeldbruck
- 2012: Galerie Georg Nothelfer, Berlin
- 2019: Ev. Gemeindeakademie Hamburg-Blankenese, 15. Mai 2019 bis Ende Juni 2019: "Stifte und Tusche auf Papier: K.R.H. Sonderborg"
- 2019: Emil Schumacher Museum, Hagen, 15. September 2019 bis 9. Februar 2020: „K. R. H. Sonderborg – Bilder von Zeit und Raum“
- 2020: Galerie Georg Nothelfer, Berlin